# Японская красная полёвка
Японская красная полевка или полёвка Андерсона (лат. Myodes andersoni) — один из мелких грызунов, принадлежащих к роду Myodes подсемейства Arvicolinae семейства Cricetidae.
Эта полёвка встречается только на острове Хонсю в Японии. Впервые она была описана британским зоологом Олдфилдом Томасом в 1905 году. Томас назвал этот вид в честь коллектора Малкольма Плейфэра Андерсона. Международный союз охраны природы относит его к категории «наименее опасной».

## Таксономия
Первоначально описанный в качестве вида рода лесных полёвок (в то время Evotomys) этот вид позже был включён как младший синоним в C. rufocanus smithii, а затем восстановлен в ранге вида, но в роде Eothenomys, или Phaulomys или в роде Clethrionomys.
Морфологическое разграничение M. andersoni и M. smithii в Центральном Хонсю возможно на основе определенных внешних пропорций и черт черепа, а также формулы молочных желез . Образцы с Хонсю проблемной идентификации могут быть уверенно определены на основании морфологии Y-хромосомы. С помощью G-окрашивания была показана гомология хромосом M. andersoni и M. rufocanus). Младший синоним M. a. niigatae на основе морфологических признаков иногда рассматривается как отдельный вид . Такая точка зрения противоречит морфологическим особенностям этой формы, экспериментам по успешному скрещиванию, результатам анализа митохондриальной и ядерной рибосомной ДНК и сравнению C-бэндинга Y-хромосомы.

## Распространение и среда обитания
Японская красная полевка является эндемиком острова Хонсю в Японии и встречается в регионах Тюбу, Хокурику и в более северных частях острова. В центральной части Хонсю совместно обитает с близким видом Myodes smithii. Показана вертикальное распределение этих видов. M. andersoni обитает преимущественно в альпийской зоне выше 1000 м над уровнем моря, зона перекрывания вертикальных распределений с M. smithii c 650 м до 1325 м над уровнем моря. Обычно встречается в каменистых районах и вдоль рек, а также на берегах, дамбах и каменных изгородях и кладках в сельскохозяйственных районах.

## Описание
Длина головы и туловища от 80 до 130 мм, длина хвоста от 45 до 78 мм, вес от 20 до 40 г.

## Экология
Она ведёт ночной образ жизни и населяет леса, скалистые местности и каменную кладки от низин до альпийских зон.

## Подвиды
Для этого вида характерна некоторая географическая изменчивости. Описаны два подвида.
- Myodes andersoni andersoni
- Myodes andersoni niigatae

Долгое время к этому виду относили подвид Myodes andersoni imaizumii, обитающий на юге на полуострове Кии. Сейчас считается целесообразным рассматривать его как отдельный вид Myodes imaizumii

## Комментарии
1. ↑  В статье о Myodes smithii приведено объяснение, почему некорнезубые виды полёвок японской фауны, а именно M. smithii, M. imaizumii и M. andersoni, должны относиться к роду, в целом, корнезубых континентальных форм Myodes, а не к китайским некорнезубым полёвкам Eothenomys.